# Casa di Gavio Rufo
La casa di Gavio Rufo, conosciuta anche come casa di Teseo o casa dei Sette Scheletri, è una casa di epoca romana dell'antica Pompei: è ubicata nella regio VII, insula 2, civico 16 degli scavi archeologici di Pompei.

## Storia
La casa, una delle più antiche di Pompei, fu restaurata in età augustea: venne sepolta sotto una coltre di ceneri e lapilli durante l'eruzione del Vesuvio del 79. Fu riscoperta nel 1867.

## Descrizione
Sulla facciata esterna dell'abitazione furono ritrovate incise due iscrizioni in cui veniva menzionato il nome del duumviro Gavio Rufo, da cui prende il nome: tuttavia è probabile che questo non sia il vero proprietario.

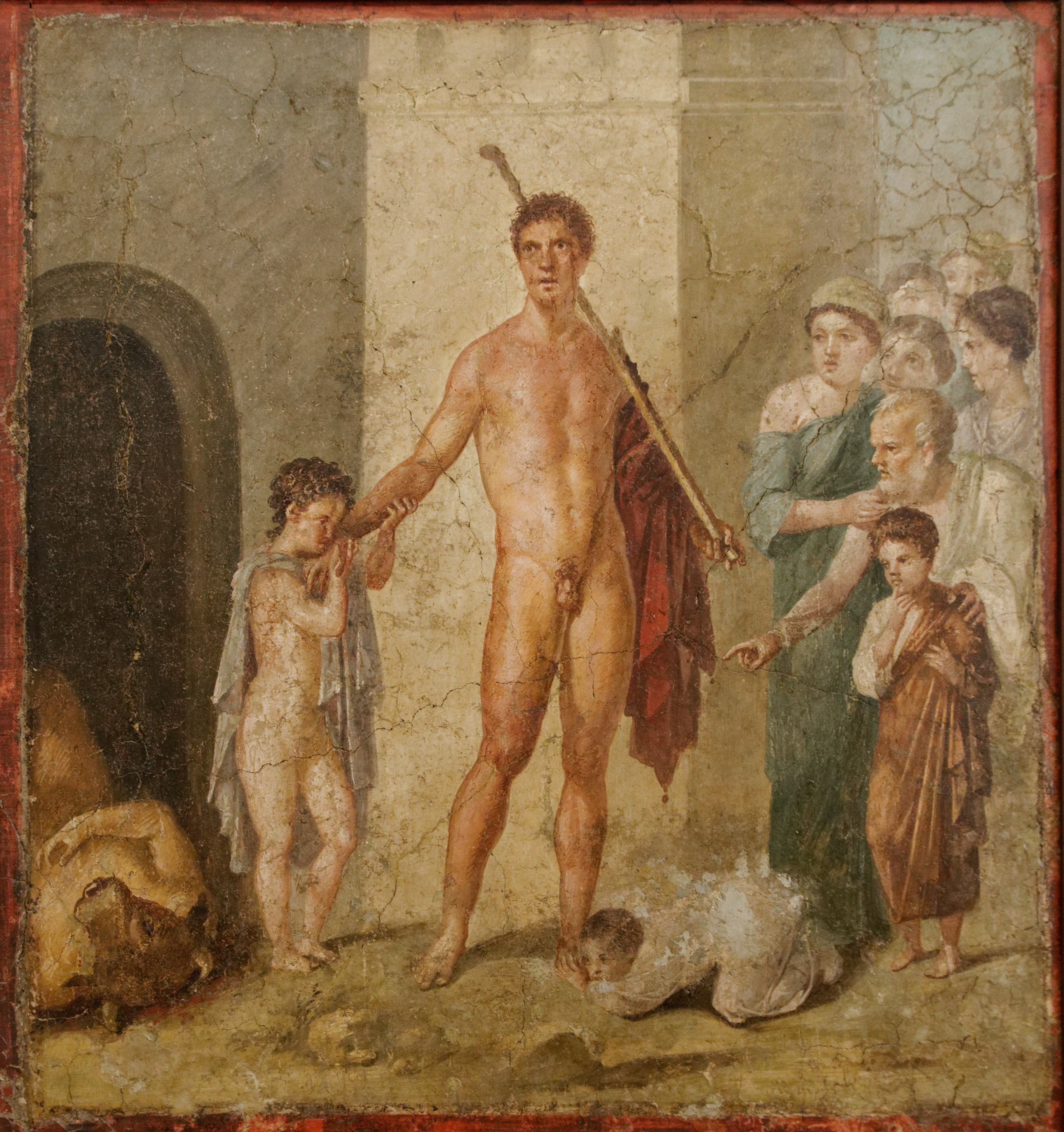
L'affresco di Teseo liberatore che decorava l'esedra

L'ingresso, del cui portone si è ricavato il calco, è caratterizzato da due colonne in pietra calcarea con capitelli in tufo, caratteristica delle prima dimore pompeiane. Attraversate le fauci si giunge all'atrio: al centro è posto l'impluvium e la bocca della cisterna; nei pressi dell'atrio furono rinvenuti sette corpi delle vittime dell'eruzione, di cui solo di uno fu possibile ricavarne un calco parziale. Sul lato destro dell'atrio è il triclinio, mentre alla sinistra è un oecus, dove la parate nord doveva essere decorata con un pannello centrale raffigurante Zeus e Danae.
Segue quindi il peristilio colonnato con bocca di cisterna e una piccola piscina centrale i cui bordi sono rivestiti in marmo; sul lato destro si trovano due nicchie: una più grande che ospitava un armadio chiuso da due ante in legno e una più piccola, chiusa da un'unica porta in legno, utilizzata come larario e nei pressi della quale furono ritrovate alcune statuette raffiguranti una donna con un'erma, Minerva, Apollo, Fortuna e una terracotta di Enea che porta sulle sue spalle Anchise, oltre a due orecchini in oro, un bracciale in bronzo, un'anfora in vetro e pezzi di corallo. Sul lato sinistro e di fondo si aprono diversi ambienti tra cui un oecus, nel cui pannello centrale del muro di fondo era un affresco con protagonisti Bacco, Licurgo e Teti, un altro oecus con la raffigurazione di una maschera della tragedia greca e pavimento in cocciopesto con l'inserto di tessere di mosaico bianche, una cucina, e un'esedra: questa presenta un pavimento a mosaico bianco con tessere nere a riprodurre motivi geometrici e affreschi in quarto stile, i cui quadri centrali delle pareti est, sud e ovest, rispettivamente Teseo liberatore, Stibadio dionisiaco e Piritoo, sono stati staccati e conservati al Museo archeologico nazionale di Napoli, mentre restano all'estremità della parete est l'affresco di Calliope e all'estremità della parete ovest un'altra figura.
Eccetto gli affreschi dell'esedra, il resto delle decorazioni pittoriche superstiti della casa, purché sbiadite, sono in secondo stile; sono presenti anche resti di mosaico pavimentale realizzati con tessere bianche e nere.